# Син-Отяномидзу (станция)
Станция Син-Отяномидзу (яп. 新御茶ノ水駅 син отяномидзу эки) — железнодорожная станция на линии Тиёда, расположенная в специальном районе Тиёда, Токио. Станция обозначена номером C-12. Была открыта 20-го декабря 1969 года. Над данной станцией расположена станция JR East Отяномидзу, через которую проходят местные и скорые составы линии Тюо. В окрестностях станции расположен Воскресенский собор. Станции Огавамати линии Синдзюку и Авадзитё линии Маруноути соединены со станцией Син-Отяномидзу подземными переходами. На станции установлены автоматические платформенные ворота .

## Планировка станции
Одна платформа островного типа и два пути.
| 1 | ○ Линия Тиёда | Отэмати, Омотэсандо, Ёёги-Уэхара, Каракида (Линия Тама)       |
| 2 | ○ Линия Тиёда | Ниси-Ниппори, Кита-Сэндзю, Аясэ, Абико (JR East Линия Дзёбан) |

## Близлежащие станции

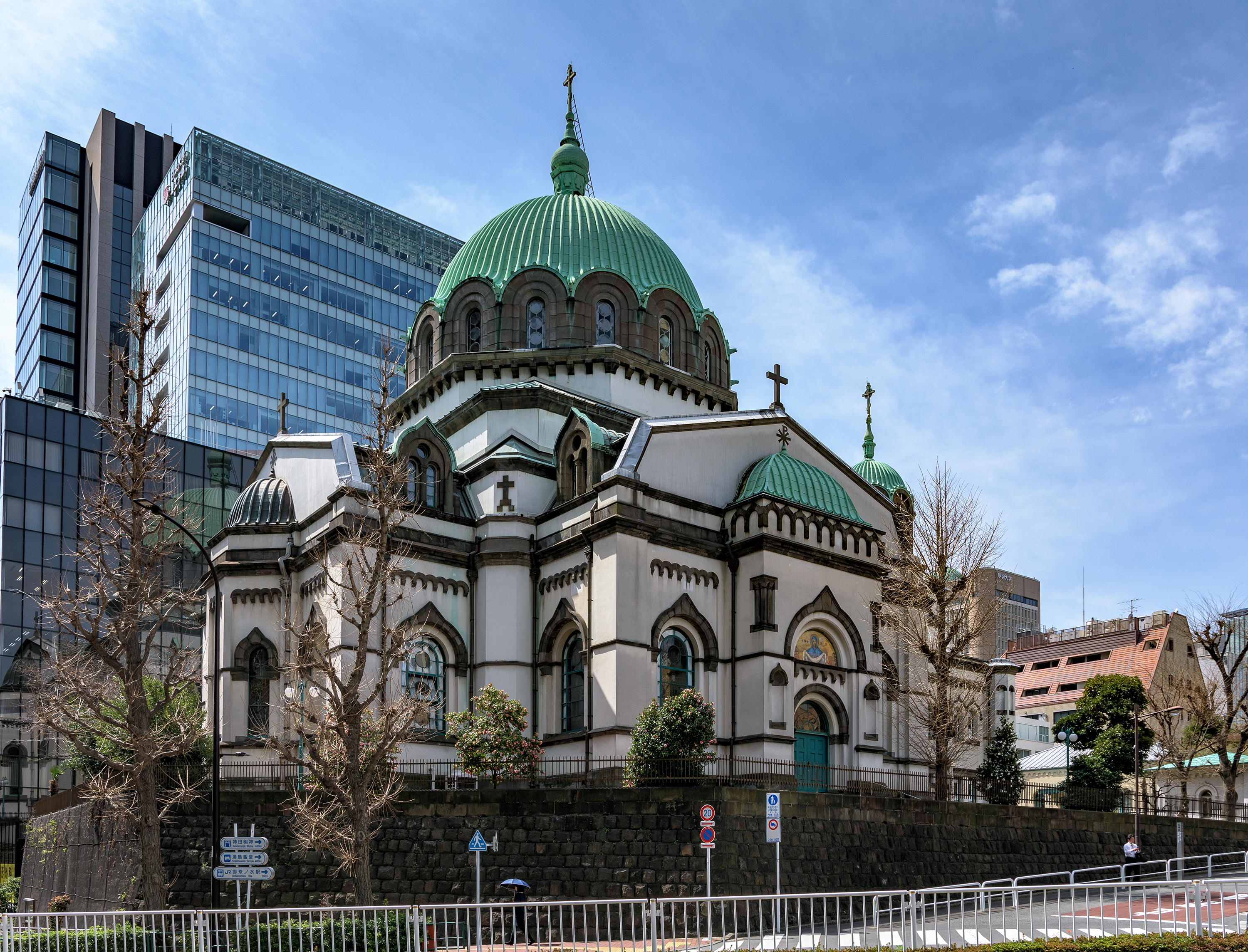
Воскресенский собор расположенный над станцией

| «       |  | Линия       |  | »     |
| ------- |  | ----------- |  | ----- |
| Отэмати |  | Линия Тиёда |  | Юсима |